# 萊克鎮區 (內布拉斯加州霍爾特縣)
萊克鎮區（英語：Lake Township）是位於美國內布拉斯加州霍爾特縣的一個行政鎮區。

## 地方資料
萊克鎮區的面積為140.39平方千米，當中陸地面積為139.60平方千米，而水域面積為0.78平方千米。根據2020年美國人口普查的數據，當地共有人口56人，而人口密度為每平方千米0.4人。